# Coco (rivier)
De Cocorivier (Spaans: Río Coco), voorheen Río Segovia geheten, is een rivier in zuidelijk Honduras en Noord-Nicaragua. De Miskito-indianen die langs de rivier wonen gebruiken ook de benamingen Wanki en Wanks.
De rivier ontspringt nabij San Marcos de Colón in Honduras en mondt na 750 kilometer bij Kaap Gracias a Dios in de Caribische Zee uit. Het oostelijk deel van de rivier vormt de grens tussen Honduras en Nicaragua.